# 中村勝弥
中村 勝弥（なかむら かつや、1963年1月4日 - ）は、福岡県福岡市大名（現・同市中央区大名）出身のファッションデザイナーおよびクリエイティブディレクター。有限会社FORTYFOUR CO.,LTD.のCEOであり、同社が展開するブランドMSGRのデザイナー、クリエイティブ・ディレクター、ブランディング・プロデューサーを務める。

## プロフィール
大学卒業後、カジュアル専門のドメスティックカジュアルブランドを扱う「ホールセールカンパニー」に就職し、営業を担当する。その後、業績が認められインポートアパレルを扱う会社からのヘッドハンティングにより転職。全国担当のバイヤーを務める。その頃より渡米機会が増え、海外ストリートファッションブランドデザイナー達との交流が始まる。3年後に独立し、1992年4月に有限会社FORTYFOURを設立する。
設立後は主にインポート系ストリートファッションブランドを中心に展開し、ドメスティックブランドの九州代理店などを務める。その後、ファッション業界全体がストリートブランドに傾向し、市場に氾濫し始めた時期をきっかけに、インポートブランドとドメスティックブランド双方の要素を取り入れた、オリジナルブランドMSGRを立ち上げる。
オリジナルブランド立ち上げ後は、数々の国内外アーティストやブランドとのコラボレーションを展開している。
また、近年では音楽活動も盛んに行っており、海外でのDJ活動も経験している。
日本のストリートファッションの先駆者である。
なお座右の銘は、「熱く死ね！」。好きな言葉は「挑戦、志、心、絆、尊敬、努力、負けず嫌い、愛」である。

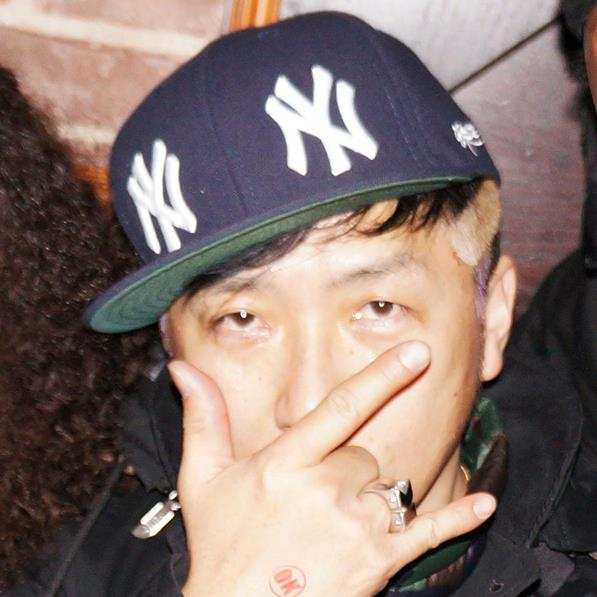
PROFILE写真

## 趣味
大学時代から始めたサーフィン。当時、福岡のローカル大会で優勝するほどの腕前である。車のドライブやカスタムも行なう。現在の愛車はメルセデス・ベンツ・Gクラス 2010年式。また、音楽・映画鑑賞好きとしても知られている。近年ではキックボクシングも趣味としている。

## 交友関係
海外ではクリエイター：カートゥーンアーティスト：Steve Marcus、グラフィティアーティスト：ERIC HAZE、フォトグラファー：Ricky PowellやBrian、アメリカンコミック漫画家 : Ronald Wimberly、ミュージックアーティスト：DANNY BOY/House of Paine(Hip-Hop)、DJ Lethal/LIMPBIZKIT、Steph Pockets(R&B,Hip-Hop,Reggae)、PETE ROCK(DJ&MC)、ASAP MOB (Hip-Hop), YOUNG PARIS(Hip-Hop), Dillon Cooper (Hip-Hop), メカゴジラ(Hip-Hop)、DJ Aaron (Milkcreat Brand Ceo/Designer)、ZOEI TAM(香港女優) らと。
国内では活躍中のLittle ( Kick The Can Crew )、TOC (Hilcrhyme)、Simon & Sami T (Mighty Crown)、GASHIMA(WHITE JAM)、Jun 4 Shot(Fire Ball)、ISH-ONE(MC/Rapper)など数々の音楽アーティスト、DJ、ダンサー、パフォーマー、クリエイター、モデル、スタイリストまたプロレスリングNOAH 杉浦貴選手、佐々木うるか、マサ北宮、稲村愛輝、DRAGON GATE ハルク、MMAフライ級チャンピオン小田魁斗や格闘家とも親交が深い。
日本の書道家、芸術家（アーティスト）杉田廣貴 氏。
現代書道アーティスト KENRO, 山下人夢 氏。

## 略歴
- 1992年 有限会社FORTYFOUR設立。
- 1998年 オリジナルブランドMSGRの展開を始める。
- 2008年10月25日、RKB毎日放送の番組「押切もえのかんせい」第3回放送分で、MSGRが福岡から世界に発信しているブランドとして取り上げられ、中村勝弥本人も押切もえなどと共演。
- 2009年 1月 中村勝弥のバースデイパーティが東京南青山のVeloursにて開催。
- 2009年 4月 香港でのMSGRブランドコラボレーションパーティーにてDJKaxt'sとして800人の前でデビュー。
- 2010年 10月 STEPH POCKETSのミュージックビデオに、自身のブランドアイテムと共に出演。
- 2014年 1月25日 初のファッションショーを韓国ソウルにて開催。韓国メディア、雑誌関係者、ファッションモデル、ファッション専門学生等 約400人が参加。
- 2015年 アメリカのミクスチャーバンド ZEBRAHEAD 結成20周年 作品 ALBUM [ WALK THE PLANK ] の来日時にスタイリングをする。
- 2016年 2月 NEW YORKにて、アダム・レヴィーン（マルーン5）をフィーチャリングに迎えたシングル「Locked Away」全米シングル・チャートで大ヒットしたカリブ海セント・トーマス島の出身であるセロン＆ティモシー・トーマス兄弟によるR-Cityのスタイリングをする。
- 2016年 9月 NEW YORKにて、JAY-Zの会社 ROC NATION 所属 YOUNG PARISをモデルにTRAPSTAR LondonとMSGRのPhoto Shootingのスタイリングをする。
- 2017年 9月 411MAGAZINEプレゼンツの東京・渋谷MENS109にて期間限定POP-UP SHOPでMSGR BRANDを展開と同時に若手人気HIP HOP GROUP " BAD HOP "のスタイリングをする。
- 2018年　RAY ANGRY (THE LOOTS キーボード担当) Steinway & Sonsのトップアーティストのオリジナル・ブランドデザインを監修、制作する。
- 2018年　HIP-HOP界レジェンド　PETEROCK&CL.SMOOTHのツアーTEEのデザイン、制作をする。
- 2019年 11月 New York  ( EAST VILLAGE / RESOBOX )にて初の海外POP-UP SHOPを２日間限定で開催。
- 2020年 eSPORTS 公式PRO TEAM " ENTER FORCE.36 "のユニフォームデザイン監修をする。
- 2021年 eSPORTS PUBG世界大会日本代表に公式PRO TEAM " ENTER FORCE.36 "が選ばれ、その世界大会日本代表ユニフォームデザイン監修をする。ドイツで開催された。
- 2022年 eSPORTS PUBG世界大会日本代表に2年連続出場。公式PRO TEAM " ENTER FORCE.36 "が選ばれ、その世界大会日本代表ユニフォームデザイン監修をする。韓国で開催された
- 2022年 NOAH プロレス団体  第62代 GHCタッグ選手権者 杉浦貴とMSGR友情コラボレーション・デザインする。
- 2023年 eSPORTS APEX世界大会日本代表に公式PRO TEAM " ENTER FORCE.36 "が選ばれ、その世界大会日本代表ユニフォームデザイン監修をする。イギリスで開催。
- 2023年　日本の書道家、芸術家（アーティスト）杉田廣貴 氏と作品を発表。　MSGR 25周年記念に共に世界を舞台に書道とストリートの異業種コラボレーションが実現。
- 2023年RAY ANGRY (THE LOOTS キーボード担当) Steinway & Sonsのトップアーティストのオリジナル・PRODUCER MONDAYのデザインを監修、制作する。
- 2023年 日本国内にてBMX数々のイベントの賞を受賞してるLOVE JAM CREWのチームユニフォームデザインを手がける。
- 2024/2025年　eSPORTS 世界大会日本代表に公式PRO TEAM " ENTER FORCE.36 "が選ばれ、その世界大会日本代表ユニフォームデザイン監修をする。